# Juan María Bordaberry

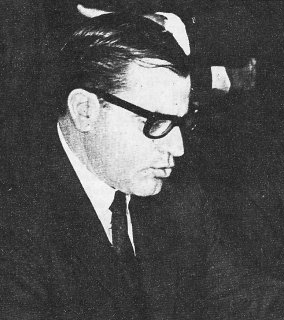
Juan Maria Bordaberry

Juan María Bordaberry Arocena (Montevideo, 17 juni 1928 – 17 juli 2011) was president van Uruguay van 1972 tot 1976. Hij werd gekozen bij de verkiezingen van eind 1971, waarin hij de kandidaat was van de Rode Partij. 
Bordaberry werd geboren in een familie die een van de grootste veeboerderijen van Uruguay bezat. Van jongs af aan was hij actief in een belangengroep van de veeboeren, die geaffilieerd was aan de andere traditionele grote partij, de Nationale Partij. Voor die partij zat hij een aantal jaren in de Senaat. 
In 1969 stapte hij over naar de Rode Partij. Hij werd minister van veeteelt en landbouw voor die partij in de periode 1969-1972, onder president Jorge Pacheco Areco.
Bordaberry werd president in een roerige periode, met activiteiten van linkse guerrillero's en van extreem rechtse groepen. Het bracht Bordaberry ertoe om op 27 juni 1973 het parlement te ontbinden en belangrijke posten in de regering aan militairen te geven. In plaats van het parlement kwam de Staatsraad (Spaans: Consejo de Estado), waarvan Bordaberry voorzitter was. 
In 1976 werd Bordaberry door de militairen afgezet, omdat ze het niet eens waren met zijn plan om de politieke partijen helemaal op te heffen.
Zijn zoon Pedro Bordaberry is senator.